# Туров
Ту́ров (бел. Ту́раў) — город в Житковичском районе Гомельской области Беларуси. Один из древнейших городов Беларуси и столица бывшего Туровского княжества в X—XIII вв. В составе Туровского городского Совета.
Численность населения — 2 761 человека (на 1 января 2025 года).

## География

### Расположение
Располагается в Полесье на реке Припять в 25 км к юго-западу от города и железнодорожной станции Житковичи, 258 км от города Гомель. Автодорогами соединён с Давид-Городком, Житковичами, Лельчицами. Ближайшие города: Житковичи — 25 км, Микашевичи — 69 км, Лельчицы — 57 км, Столин — 81 км.

## Этимология
Название города обычно связывают с именем легендарного князя Тура. Однако возможно, что Туров — это не патронимическое название, а «водный» топоним, в основе которого распространённый в гидронимии бассейнов Припяти, Западной Двины и других рек корень тур (Тур, Турья, Турское, Тремля, Туровля, Туросса, Турицкое и др.). Корень тур объясняется с помощью манс. тур «озеро».
По другой версии — от Осетра или Осетура, царь-рыбы, заготовка которой производилась в Турове. Большое количество рыбной чешуи найдено в основании городища при раскопках.

## Геральдика
Герб и флаг утверждены решением Туровского поселкового Совета депутатов от 27 сентября 2001 года № 42. Зарегистрированы в Гербовом матрикуле Республики Беларусь 23 января 2002 года № 79.

## История

### Основание
Туров — политический, экономический и культурный центр дреговичей, затем столица удельного княжества в составе Древнерусского государства. Впервые город упомянут в 980 году в «Повести временных лет»: «Этот Рогволод перешел из-за морья и держал власть свою в Полоцке. А Тур держал власть в Турове, от него же и туровцы прозвались».
Город был основан на месте слияния рек Язды и Струмени, притоков Припяти, которая, в свою очередь, впадает в Днепр, ведущий к Чёрному морю. Такое географическое положение способствовало развитию города, так как через него проходил один из вариантов торгового пути «из варяг в греки». Туров состоял из укреплённого туровского детинца и окольного города.
В 1005 году русский князь Святополк в Турове основал храм по латинскому обряду. После брака Святополка и дочери польского князя Болеслава Храброго в Турове появился латинский епископ Райнберн, который во время пребывания в Турове носил епископский сан. При нём в Турове возникло епископство западного обряда.
В XI веке город стал одним из центров христианства. Тогда же здесь было создано Туровское евангелие — самая древняя книга, созданная на территории современной Беларуси.

### Туровское княжество
По пришествии в недалеко расположенный Киев династии Рюриковичей Туров стал управляться местной ветвью князей из этого рода (Турово-Пинское княжество). В этот период Туров являлся важным торговым центром Древнерусского государства (в основном из-за упомянутого торгового пути). В 1158 году Туров и Пинск были осаждены князьями во главе с киевским, осада продолжалась 10 недель (самая продолжительная в Древней Руси). В 1180-е годы из Туровского княжества выделилось самостоятельное Пинское княжество.
Благодаря стратегическому расположению, в Турове процветали всевозможные промыслы. Также город известен как родина древнерусского богослова и философа Кирилла Туровского (1130—1182), также в Турове жили святые Мартин и Лаврентий Туровские. В XII веке в Туровском княжестве действовало 2 монастыря и 85 церквей.
Около 1230 года в Турове землетрясением было разрушено городище, выявленное только в 1961 году.
В конце 1246 года состоялась битва с монголо-татарским войском на юге современной Белоруссии, в том числе и в Турове. Во второй половине XIII века были сооружены каменные башни-столпы в Каменце, Бресте, Турове, Гродно и Новогрудке. В XIII в. Туров постепенно потерял свое значение и дошел затем до положения обыкновенного местечка.

### В составе Великого княжества Литовского

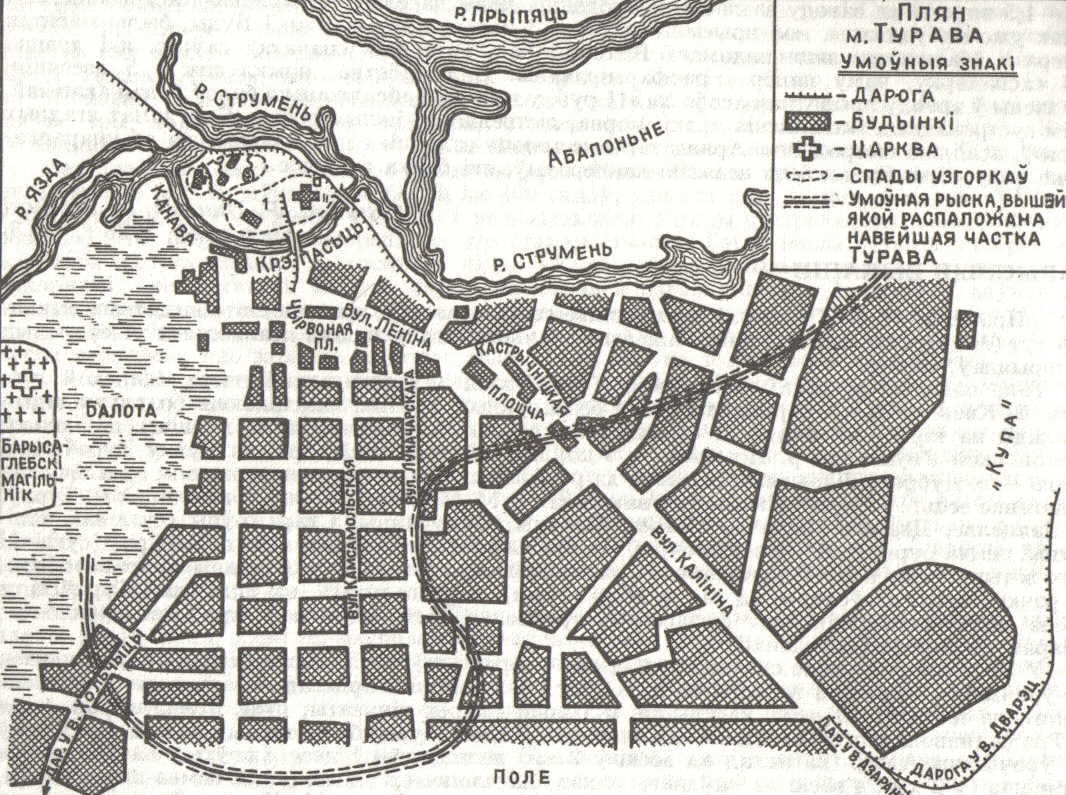
План Турова (Александр Круковский, 1926)

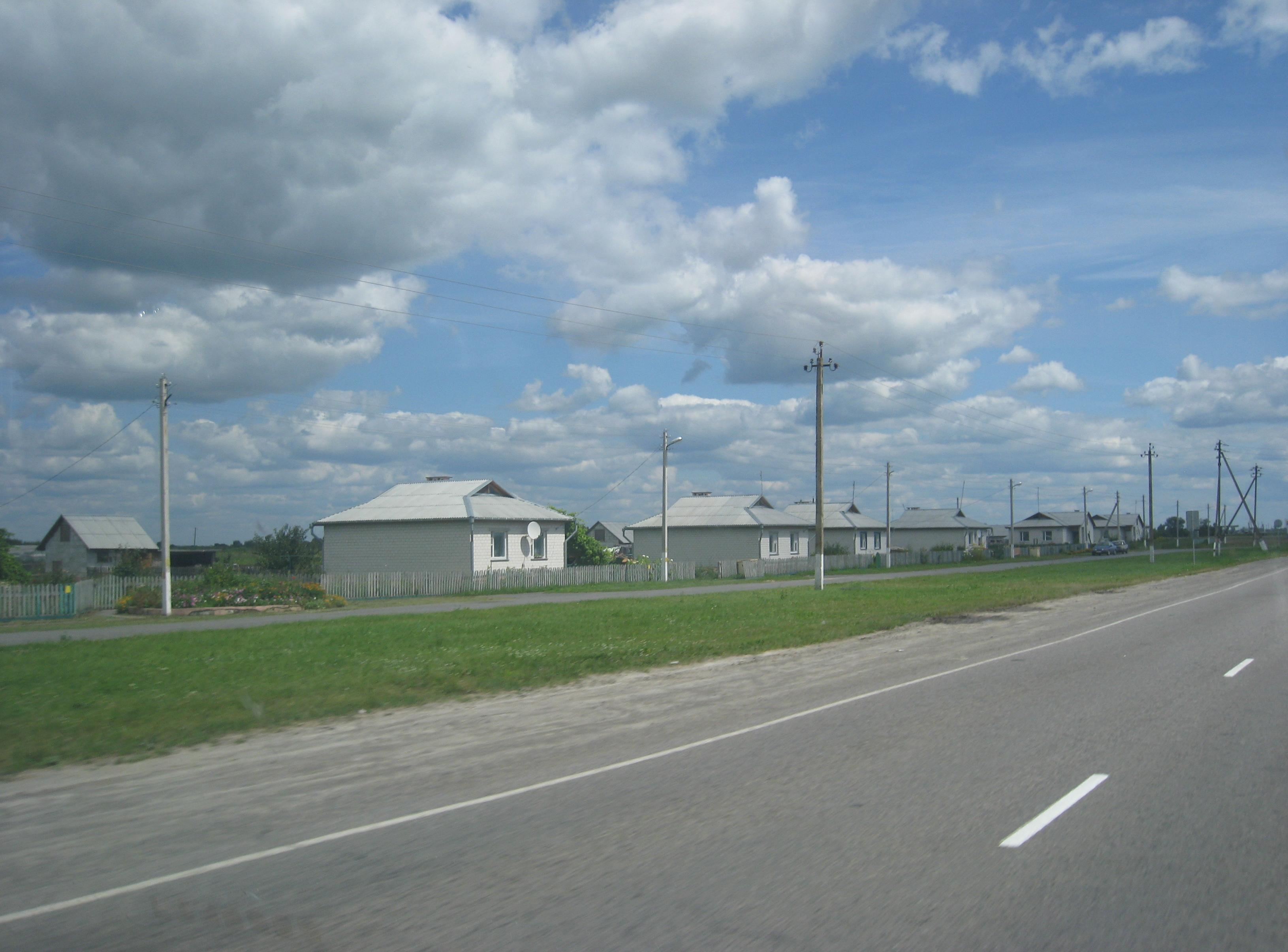
Улица современного Турова

В 1320—1330 годы Турово-Пинские земли вошли в состав Великого княжества Литовского. В конце XV века Туров — частное владение Михаила Глинского. В 1502 году разрушен татарами. После того как Глинский был низложен и бежал в Московское княжество в 1508 году, город был конфискован и передан во владение князю Константину Острожскому, который занялся его восстановлением. Однако город был повторно разрушен татарами в 1521 году. Острожские управляли городом более века, пока он не был отдан в качестве выкупа за принцессу Сапегу. В 1648 году казацкие отряды под общим руководством Богдана Хмельницкого захватили Туров, после его вновь вернули правительственные войска, но город был вновь захвачен в 1649 году при поддержке местных жителей. Ян Радзивил в 1649 г. взял Туров штурмом и вырезал почти всех находившихся в нём жителей.

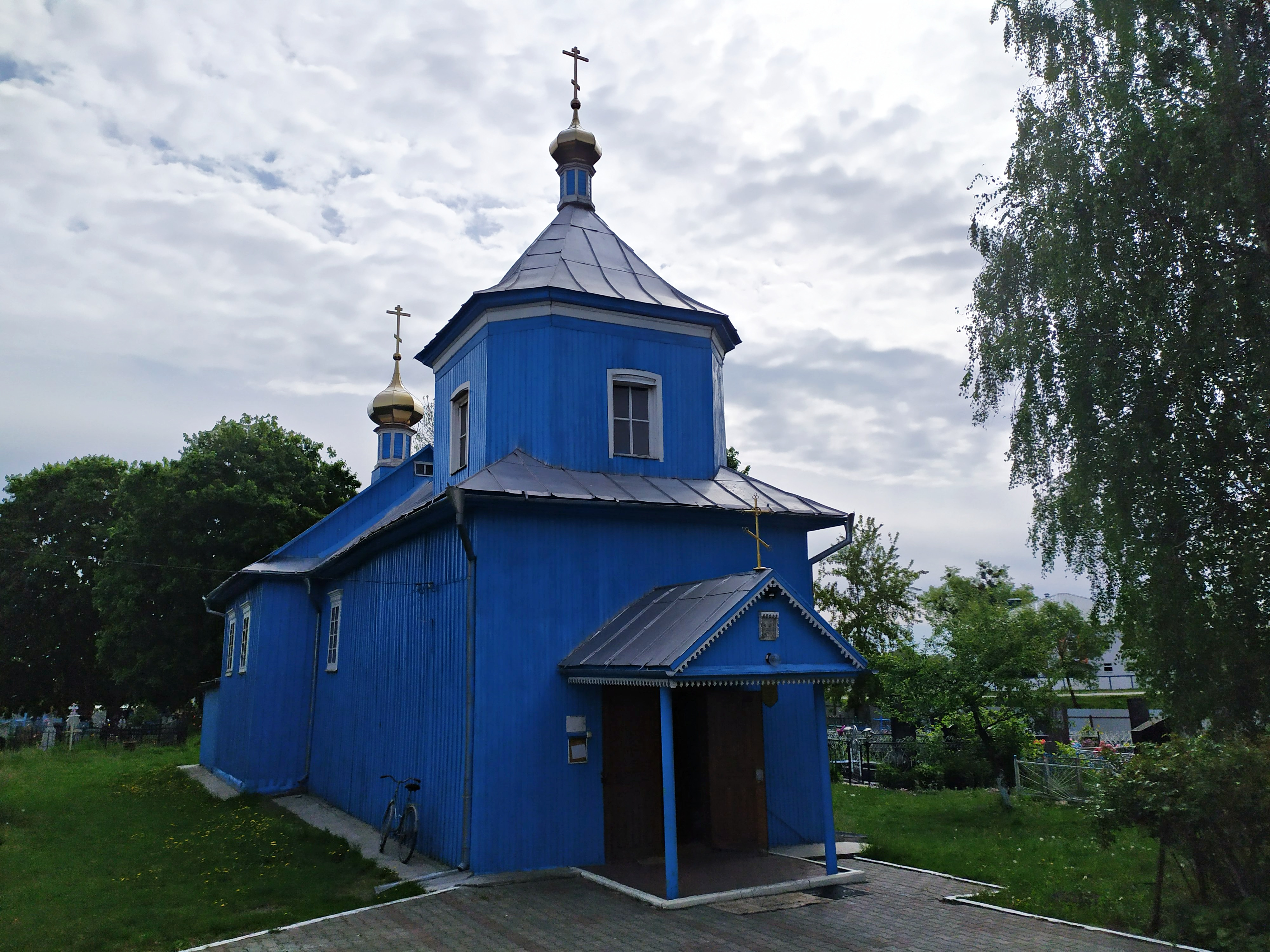
Церковь Всех Святых (1810)

В период постоянных войн с Московским государством город несколько раз был разрушен, после чего так и не был полностью восстановлен. В 1667 году в Турове насчитывалось всего 111 домовладений, тогда как в 1648 году их было 401.

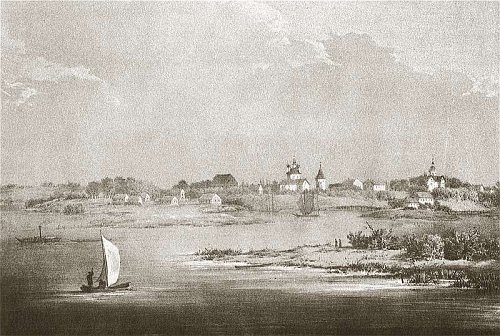
Наполеон Орда. Туров, 1856

### В Российской империи
После Второго раздела Речи Посполитой в 1793 Туров вошёл в состав Минской губернии Российской Империи и оставался провинциальным городом на протяжении почти всего XIX века. «В историческом отношении древнейшим и замечательнейшим поселением надобно считать Туров, ныне незначительное, бедное местечко на правой стороне Припяти… В настоящее время Туров, кроме воспоминаний о минувшем величии, о значении его в историческом отношении, ничем особенным не замечателен» — так писал Адам Киркор в третьем томе «Живописной России», изданном в 1882 году.
Тем не менее, когда-то в Турове были деревянные тротуары, а в центральном парке играл духовой оркестр. Имелся свой аэродром, летали «кукурузники», действовал водный путь, по Припяти плавали теплоходы, можно было из Турова доплыть до Киева.

### Евреи в Турове
Еврейская община в Турове образовалась в XVI столетии. В XIX веке Туров входил в «черту оседлости». В 1897 году евреи насчитывали в Турове уже 2252 чел. из 4290 всех жителей или 52,3 % от всего населения города.
В 1852 году в Турове существовали два еврейских молитвенных дома и одна молитвенная школа, которые фактически являлись синагогами и были официально зарегистрированы в канцелярии минского губернатора. Синагоги (молитвенные дома) мирно сосуществовали с пятью православными храмами — Петропавловской, Преображенской, Свято-Кирилловской, Ильинской и кладбищенской Всех Святых церквями. Настоятелем первых двух служил священник Александр Гузаревич, а последних трёх храмов — Антоний Вечерко.
Уже в конце XIX — нач. XX веков началась массовая эмиграция еврейского населения Белоруссии в США:

«В 1905—1914 гг. свыше 800 чел., эмигрировавших в Соединённые Штаты Америки через пропускной пункт на острове Эллис в Нью-Йорке (Ellis Island), были отмечены с фамилией, близкой к слову „Туров“, большинство из которых прибыло из Белоруссии. Уроженцами Турова были предки журналиста Ицхака Турова (1855—1929 гг.), родившегося в Слуцке, педагога и литератора, доктора философии Нисана Турова (1887—1953 гг.) из Несвижа, конструктора путевых машин, доктора технических наук Ильи Туровского (1912 г.р.) из д. Воронцово Херсонской губернии, военачальника Семёна Туровского (1895—1937 гг.) из Харькова, театроведа, сценариста и доктора искусствоведения Майи Туровской (1924 г.р.), члена-корреспондента Российской Академии Наук Евгения Турова (1924 г.р.) из Москвы и др.»
В период Великой Отечественной войны вследствие гитлеровской политики по истреблению евреев СССР почти все евреи Белоруссии, в том числе и Турова, были убиты нацистами и их пособниками.

### XX век
27 сентября 1938 года Туров получил статус посёлка городского типа. В 1940 году Туров являлся районным центром в составе Полесской области. Летом 1941 года город был захвачен, а уже в октябре начала свою деятельность Туровская антифашистская организация. Город был освобождён 5 июля 1944 года. В 1962 году Туровский район, существовавший до того, был упразднён, Туров из города был переименован в посёлок и вошёл в состав Житковичского района.

### Современность
6 августа 1995 года в Турове прошёл II День белорусской письменности.
10 августа 2004 года решением Совета министров Республики Беларусь городскому посёлку Туров присвоен статус города.
| В 2004 году городской посёлок Туров преобразован в город районного подчинения. Город Туров входит в состав Житковичского района Гомельской области. Флаг утверждён Решением № 42 Туровского поселкового Совета депутатов 27 сентября 2001 года. «Прямоугольное полотнище с соотношением ширины и длины как 1:2, состоит из трёх горизонтальных полос: синей — в 6/9 ширины, белой — в 1/9, и красной — в 2/9». Материалы сообщений А. Н. Басова, а также книги С. Я. Рассадина и А. М. Михальчанки «Гербы и флаги городов и районов Беларуси», Минск, 2005 предоставлены В. Марковым (г. Санкт-Петербург) |

5 сентября 2004 года в Турове прошёл XI День белорусской письменности.
В 2008 году построена новая гостиница, создаётся туристская инфраструктура.
В 2014 году деревня Кремное, входившая в состав Туровского городского Совета, включена в состав Озеранского сельсовета.

## Демография
Численность населения — 2 761 человек (на 1 января 2025 года). На 1 января 2023 года численность населения Турова составляет 2 766 человек.

По состоянию на 1 января 2018 года в Турове проживали 2765 человек.
| Национальный состав по переписи населения 2009 года | Национальный состав по переписи населения 2009 года | Национальный состав по переписи населения 2009 года |
| Народ                                               | Численность                                         | %                                                   |
| --------------------------------------------------- | --------------------------------------------------- | --------------------------------------------------- |
| Белорусы                                            | 2772                                                | 93,43 %                                             |
| Цыгане                                              | 83                                                  | 2,8 %                                               |
| Русские                                             | 65                                                  | 2,19 %                                              |
| Украинцы                                            | 27                                                  | 0,91 %                                              |
| Поляки                                              | 4                                                   | 0,13 %                                              |
| Узбеки                                              | 3                                                   | 0,1 %                                               |

По переписи 1939 года, в Турове проживало 5455 человек — 3589 белорусов, 1528 евреев, 221 русский, 84 украинец, 33 представителя других национальностей.
В 2017 году в Турове родилось 32 и умерло 48 человек. Коэффициент рождаемости в пересчёте на 1000 человек — 11,6 (средний показатель по району — 13,4, по Гомельской области — 11,3, по Республике Беларусь — 10,8), коэффициент смертности — 17,3 (средний показатель по району — 17, по Гомельской области — 13, по Республике Беларусь — 12,6).

## Экономика
Функционируют два промышленных предприятия — консервный завод, выпускающий консервированные овощи и соки, и молочный комбинат. Также небольшое деревообрабатывающее предприятия

## Религия
В Турове со времен Св. Владимира утвердилась одна из первых епископских кафедр. Туров являлся настоящим центром православия в Великом Княжестве Литовском. В XVI веке на Туровщине насчитывалось около 80 церквей и два соборе. Практически все они были утеряны во время многочисленных войн с Москвой и татарами.
В 1913 году в Турове насчитывалось всего 17 церквей, 4 часовни, костел, 3 синагоги, 5 молитвенных домов. А в 1980 году, в год тысячелетия Турова, на весь Житковичский район была открыта только одна Всехсвятская церковь в древнем городе над Припятью.
В 2010 году началось строительство нового кафедрального собора. 11 мая 2013 года собор был освящен в честь святых Кирилла и Лаврентия Туровских.

## Культура

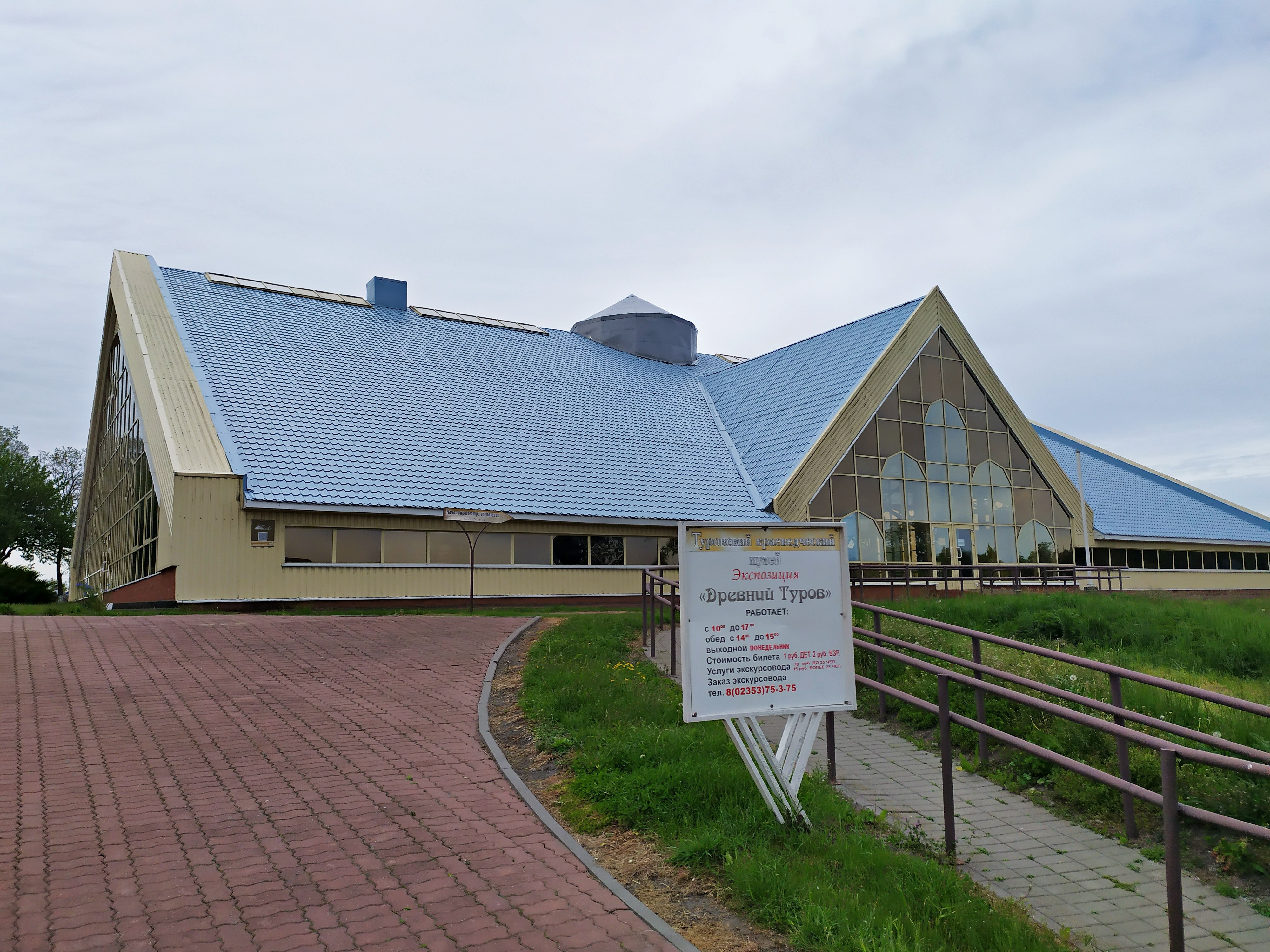
Краеведческий музей

В Турове расположен краеведческий музей.
В музее насчитывается 6 экспозиционных залов:
- Археологическое прошлое Турова
- Ремесла и промыслы Туровщины
- Крестьянская изба
- Природа района
- Великая Отечественная война на территории района
- В стиле ретро

Также располагается музейная экспозиция «Древний Туров», который находится на городище Древнего города Туров.

## События и мероприятия

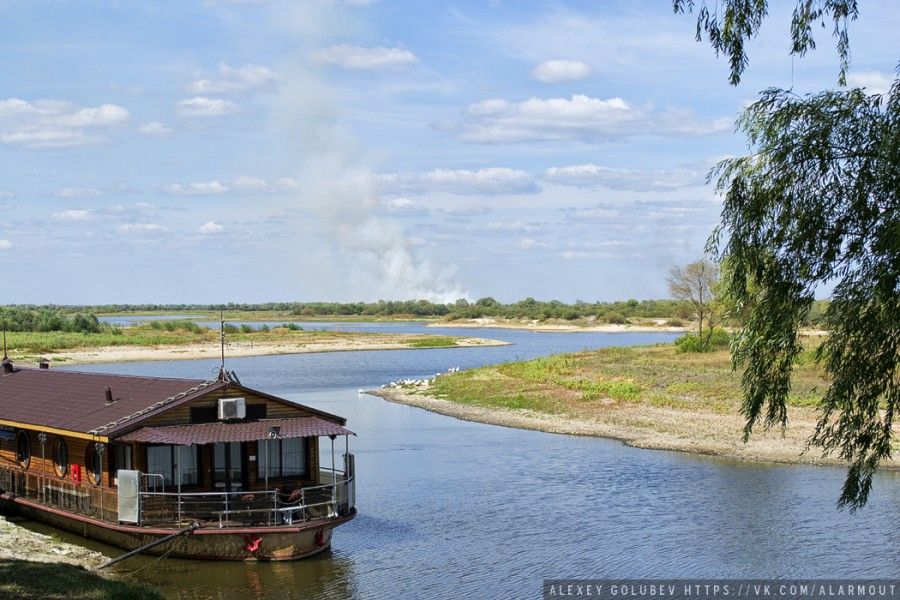

- 6 августа 1995 года в Турове прошёл II День белорусской письменности.
- 5 сентября 2004 года в Турове прошёл XI День белорусской письменности.
- 9 июня 2019 года Туров принял эстафету огня II Европейских игр[27].
- 9 сентября 2023 года — V региональный фестиваль литературы, культуры, искусства и народных традиций «На земле Кирилла Туровского»[28].
- III региональный фестиваль народного творчества «Беларусь — мая мова і песня» в рамках V регионального фестиваля литературы, культуры, искусства и народных традиций «На земле Кирилла Туровского»[29].
- Народный праздник «Масленица» (16-17 марта 2025, Житковичи, Туров).
- День памяти святителя Кирилла, епископа Туровского (11 мая 2025).
- Народный праздник «Купалле» (6 июля 2025).
- Региональный праздник «Тураўскі кірмаш» (5 августа 2025).

## Достопримечательности
- Замковая гора. Туровский детинец

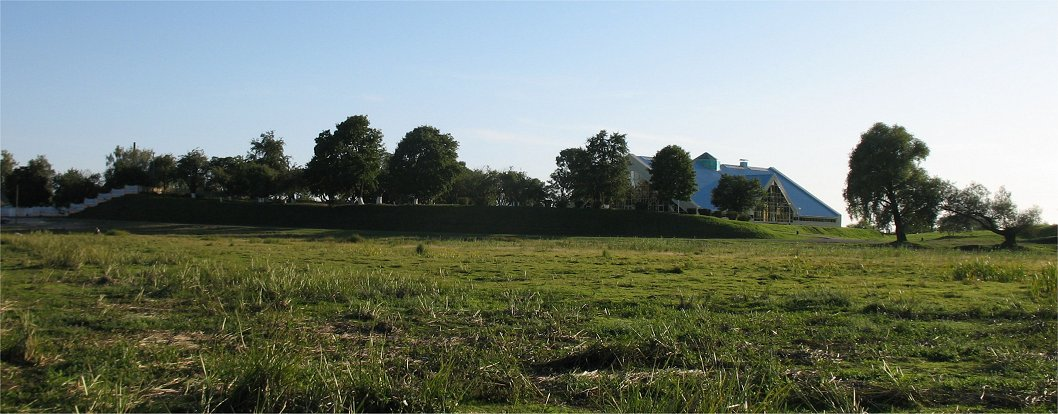
Туровское городище. Замковая гора

Руины церкви XII века. Замковая гора.

- В старой части кладбища в последние годы XX века появился каменный крест с выщербленной поверхностью, имеющий неострые концы. Некоторые считают, что этот крест «растёт» прямо из-под земли.
- Позднее там же проступил из земли ещё один крест. На кладбище есть указатель: «Растущие кресты», а над самым крупным из них установлен навес, площадка вокруг вымощена плиткой. Рядом с древним изваянием оставляют яркие атласные ленты, цветы и горящие лампадки. Легендарные кресты считаются чудодейственными. В выходные дни к ним приезжает несколько сотен посетителей, которые нуждаются в исцелении и помощи в решении жизненных проблем
- Фундамент построенной в 1170-е годы церкви. Самое крупное монументальное сооружение на территории западных земель Древней Руси. Имеет длину 29,3 м, ширину 17,9 м. Храм был разрушен землетрясением 3 мая 1230 года. Руины обнаружены в 1961 году.
- Церковь Всех Святых, построенная в 1810 году. Достопримечательностью этой церкви являются два двухметровых каменных креста, которые, по преданию, приплыли (против течения) в Туров из Киева.
- Борисоглебская часовня
- Кафедральный собор во имя святителей Кирилла и Лаврентия Туровских
- Протестантский храм, построенный после 1990 года.
- Памятная аллея в честь Международных фестивалей. Заложена на Замковой горе[28].

### Памятник, скульптура
- Памятник В. И. Ленину.
- Памятник освободителей Турова[30].
- Памятник Константину Острожскому — военному и политическому деятелю времен ВКЛ;
- В 1994 году в Турове на Замковой горе был установлен семиметровый памятник Кириллу Туровскому (авторы — скульптор М. Иньков[бел.], архитектор — Н. Лукьянчик)[31].
- Памятник в честь 1000-летия Турова[32].

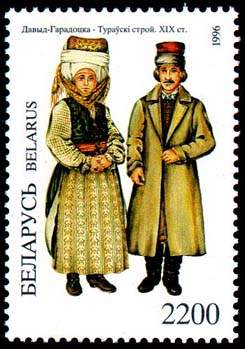
Давид-Городокско-Туровский строй традиционной одежды. Почтовая марка

- Давид-Городокско-Туровский строй традиционной одежды. Почтовая маркаПамятник «Скорбящей матери». Мемориал был открыт в 2015 г. — в стенах Кирилло-Лаврентьевского собора. В его центре — мраморная скульптура Виктории в венке и распятием за плечами. Посвящена 70-летию Победы в Великой Отечественной войне[33].

### Утраченное наследие
- Памятник-бюст императору Александру II. Установлен в 1913 году.

### Заказник
- «Туровский луг» — биологический заказник, основанный в 2008 году, с целью сохранности уникальной экосистемы обширных заливных лугов по берегу реки Припяти. Весной представляет собой систему окружённых паводком островов (граничит с северной частью города, арендуется ОО «Ахова птушак Бацькаўшчыны»)[34].

## В филателии и нумизматике
- 4 сентября 2004 года выпущен конверт с оригинальной маркой «День белорусской письменности в Турове»[36].
- 30 января 2006 год выпущена почтовая марка «Герб Турова» из серии «Гербы городов Беларуси»[37].